# Dino Perić
Dino Perić (Osijek, 12 de julio de 1994) es un futbolista croata que juega en la demarcación de defensa para el G. N. K. Dinamo Zagreb de la Primera Liga de Croacia.

## Biografía
Tras empezar a formarse como futbolista con el NK Osijek y con el GNK Dinamo Zagreb, en 2012 se marchó al NK Sesvete en la temporada 2012/13, haciendo su debut con el club el 17 de agosto de 2013 en la primera jornada de la Segunda Liga de Croacia contra el HNK Gorica, encuentro que finalizó con un resultado de 3-0 a favor del conjunto de Sesvete. En julio de 2014 se marchó al NK Lokomotiva. Tras tres años en el club se fue traspasado al GNK Dinamo Zagreb.

## Selección nacional
Tras haber sido internacional en categorías inferiores con Croacia, el 16 de noviembre de 2019 debutó con la absoluta en el partido de clasificación para la Eurocopa 2020 que los croatas ganaron por 3-1 a Eslovaquia y que les clasificó para la fase final del torneo.

## Clubes
| Club                      | País    | Año       | Partidos | Goles |
| ------------------------- | ------- | --------- | -------- | ----- |
| N. K. Sesvete             | Croacia | 2012-2013 | 30       | 6     |
| N. K. Lokomotiva          | Croacia | 2013-2016 | 50       | 3     |
| G. N. K. Dinamo Zagreb II | Croacia | 2016-2020 | 14       | 0     |
| G. N. K. Dinamo Zagreb    | Croacia | 2016-     | 184      | 15    |

## Palmarés

### Campeonatos nacionales
| Título                  | Club                   | País    | Año  |
| ----------------------- | ---------------------- | ------- | ---- |
| Primera Liga de Croacia | G. N. K. Dinamo Zagreb | Croacia | 2018 |
| Copa de Croacia         | G. N. K. Dinamo Zagreb | Croacia | 2018 |
| Primera Liga de Croacia | G. N. K. Dinamo Zagreb | Croacia | 2019 |
| Supercopa de Croacia    | G. N. K. Dinamo Zagreb | Croacia | 2019 |
| Primera Liga de Croacia | G. N. K. Dinamo Zagreb | Croacia | 2020 |
| Primera Liga de Croacia | G. N. K. Dinamo Zagreb | Croacia | 2021 |
| Copa de Croacia         | G. N. K. Dinamo Zagreb | Croacia | 2021 |
| Primera Liga de Croacia | G. N. K. Dinamo Zagreb | Croacia | 2022 |
| Supercopa de Croacia    | G. N. K. Dinamo Zagreb | Croacia | 2022 |
| Primera Liga de Croacia | G. N. K. Dinamo Zagreb | Croacia | 2023 |
| Supercopa de Croacia    | G. N. K. Dinamo Zagreb | Croacia | 2023 |
| Primera Liga de Croacia | G. N. K. Dinamo Zagreb | Croacia | 2024 |
| Copa de Croacia         | G. N. K. Dinamo Zagreb | Croacia | 2024 |